# روبرت هيرينغ
روبرت هيرينغ (بالألمانية: Robert Hering)‏ هو منافس ألعاب قوى ألماني، ولد في 14 يونيو 1990 في غيرا في ألمانيا.

## وصلات خارجية
- روبرت هيرينغ على موقع الاتحاد الدولي لألعاب القوى (الإنجليزية)
- روبرت هيرينغ على موقع الاتحاد الألماني لألعاب القوى (الألمانية)
- روبرت هيرينغ على موقع اللجنة الأولمبية الدولية (الإنجليزية)
- روبرت هيرينغ على موقع أوليمبيديا (الإنجليزية)
- روبرت هيرينغ على موقع اللجنة الأولمبية الألمانية (الألمانية)